# Honda CBR1000RR
"Para el videojuego de Kuju Entertainment véase: Fireblade (videojuego)".

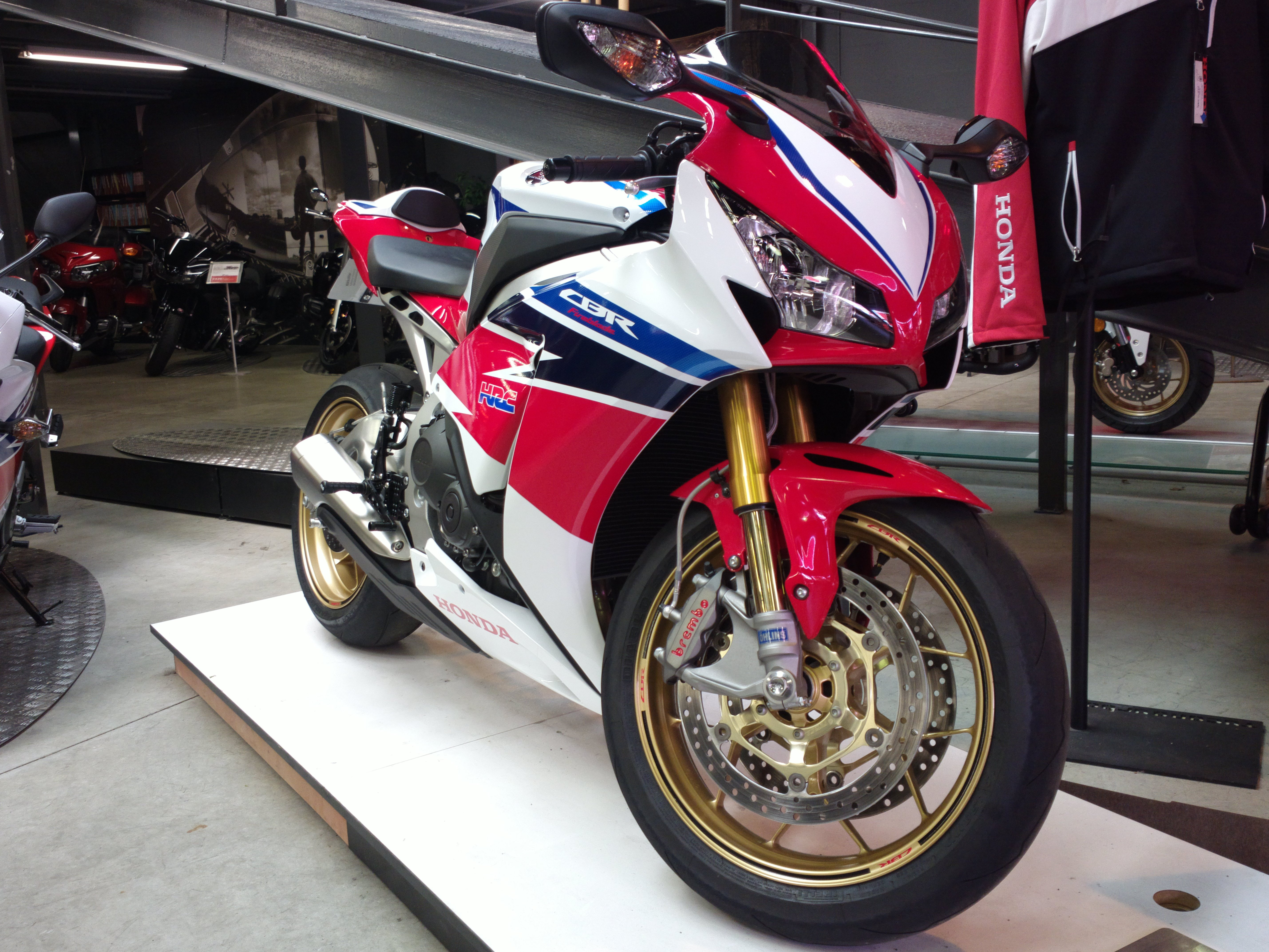
Honda CBR1000RR SP 2014

La CBR1000RR (también conocida como Fireblade) es una motocicleta superdeportiva fabricada por Honda de 998 cc con cuatro cilindros en línea y refrigeración líquida que fue introducida en 2004 para reemplazar a la CBR954RR.
2004-2005
2005CBR1000RR
La RR de séptima generación (SC57), la Honda CBR1000RR, fue la sucesora de la CBR954RR de 2002. Mientras evolucionaba el diseño de la CBR954RR, pocas piezas se transfirieron a la CBR1000RR. [4] El compacto cuatro cilindros en línea de 998 cc (60,9 pulgadas cúbicas) era un nuevo diseño, con diferentes dimensiones de diámetro y carrera, caja de cambios de seis velocidades tipo casete inspirada en las carreras, sistema ram-air controlado por ECU completamente nuevo, inyección de combustible de dos etapas y escape centrado hacia arriba con una nueva válvula de mariposa controlada por computadora. El chasis también era completamente nuevo, incluido un marco de aluminio de estilo orgánico compuesto por secciones principales Gravity Die-Cast y estructura de dirección Fine Die-Cast, horquilla invertida, suspensión trasera Unit Pro-Link, frenos delanteros montados radialmente y un tanque de combustible ubicado en el centro oculto bajo una cubierta falsa. Además, el Amortiguador de Dirección Electrónica de Honda (HESD) debutó como el primer sistema de la industria que tenía como objetivo mejorar la estabilidad y ayudar a eliminar el movimiento de la cabeza mientras se ajustaba automáticamente para el esfuerzo de dirección a alta y baja velocidad.
Un basculante más largo actuó como un brazo de palanca más largo en la suspensión trasera para una tracción superior al acelerar y una acción de suspensión más progresiva. Más largo que la unidad correspondiente en la CBR954RR (585 mm (23,0 in) en comparación con 551 mm (21,7 in)), el basculante más largo de 34 mm (1,3 in) de la CBR1000RR constituía el 41,6 por ciento de su distancia entre ejes total. La distancia entre ejes de la CBR1000RR también aumentó, midiendo 1405 mm (55,3 pulgadas); un aumento de 5 mm (0,20 pulgadas) sobre el 954.
Acomodar el basculante más largo fue otra razón por la que la central eléctrica CBR1000RR no compartía nada con la 954. Acortar el motor en comparación con la 954 significaba rechazar el diseño en línea convencional. En cambio, los ingenieros colocaron el cigüeñal, el eje principal y el contraeje de la CBR1000RR en una configuración triangulada, con el contraeje ubicado debajo del eje principal, acortando drásticamente el motor de adelante hacia atrás y acercando el pivote del basculante al cigüeñal. Esta configuración fue introducida con éxito por primera vez por Yamaha con el modelo YZF-R1 en 1998 e inspiró el diseño de las superbikes en los años siguientes.
La colocación de este motor compacto más adelante en el chasis también aumentó el sesgo de peso en la parte delantera, un método efectivo para hacer que las bicicletas de litro de alta potencia sean menos propensas a los caballitos bajo una fuerte aceleración. Sin embargo, este enfoque también proporcionó muy poco espacio entre el motor y la rueda delantera para un radiador grande. Los ingenieros resolvieron este problema dándole a la RR una modesta inclinación de cilindro de 28° y moviendo el filtro de aceite de su ubicación frontal en el 954 al lado derecho del motor 1000RR. Esto permitió que el sistema de escape centrado hacia arriba de la RR se adhiriera al motor.

### 2006-2007
Honda CBR1000RR 2006 2007 modelo
2006CBR1000RR
El RR de octava generación (SC57) se introdujo en 2006 y ofreció avances incrementales sobre el modelo anterior y menos peso. Los cambios para 2006 incluyeron:
- Nuevos puertos de admisión y escape (mayor flujo, volumen de cámara reducido)
- Mayor relación de compresión (de 11,9:1 a 12,3:1)
- Sincronización de leva revisada
- Más elevación de la válvula de admisión (de 8,9 mm a 9,1 mm)
- Resortes dobles para las válvulas de admisión.
- Línea roja más alta (de 11 250 rpm a 12 200 rpm)
- Corona trasera más grande (de 41 a 42 dientes)
- Nuevo sistema de escape
- Nueva geometría del chasis
- Discos de freno delanteros más grandes de 320 mm (13 in) pero más delgados con 4,5 mm (0,18 in)
- Discos de freno traseros más grandes de 220 mm (8,7 in) pero más delgados con 4,5 mm (0,18 in)
- Suspensión trasera revisada con nuevas relaciones de varillaje 135 mm
- Nuevo basculante más ligero
- Pinza trasera más pequeña y ligera
- Diseño de carenado delantero revisado

El modelo 2006 se trasladó al año modelo 2007 prácticamente sin cambios, excepto por las opciones de color.

### 2008
Una RR (SC59) de novena generación completamente nueva, la CBR1000RR se presentó en el Salón Internacional de la Motocicleta de París el 28 de septiembre de 2007 para el año modelo 2008. La CBR1000RR estaba propulsada por un motor de cuatro cilindros en línea de 999 cc (61,0 pulgadas cúbicas) totalmente nuevo con una línea roja de 13.000 rpm. Tenía válvulas de titanio y un diámetro interior agrandado con una carrera reducida correspondiente. El motor tenía un bloque de cilindros, una configuración de la culata y un cárter completamente nuevos con pistones más ligeros. Una nueva ECU tenía dos mapas revisados separados que enviaban la mezcla de combustible y aire para que se apretara con fuerza por la relación de compresión de 12.3: 1. Ram air se alimentó a una caja de aire ampliada a través de dos tomas de aire delanteras revisadas ubicadas debajo de los faros.
Honda hizo un esfuerzo muy concentrado para reducir y centralizar el peso total. Se formó un marco fundido a presión más liviano y estrecho utilizando una nueva técnica que, según Honda, permitió una construcción de pared muy delgada y solo se soldaron cuatro piezas fundidas. Casi todas las partes de la nueva bicicleta se rediseñaron para reducir el peso, incluido el caballete lateral, las mangueras de los frenos delanteros, los rotores de los frenos, la batería y las ruedas.
Para mejorar la estabilidad durante la desaceleración, se agregó un embrague antirrebote , con un mecanismo de asistencia de leva central. El amortiguador de dirección electrónico de Honda también se revisó. Otro cambio significativo fue el sistema de escape, que ya no era un diseño de asiento central hacia arriba. El nuevo escape tenía un diseño lateral para aumentar la centralización de masas y la compacidad mientras imitaba el estilo de MotoGP.

#### 2009
El 5 de septiembre de 2008, Honda anunció la décima generación de la RR como modelo 2009. La moto se mantuvo prácticamente igual, en términos de motor, estilo y rendimiento. La única adición significativa fue la introducción del sistema ABS combinado (C-ABS) opcional instalado de fábrica que se mostró originalmente en el prototipo de ABS combinado CBR600RR . También se agregaron señales de giro nuevas y livianas.

#### 2010
2010-11 CBR1000RR en el Salón Internacional de Motocicletas de Seattle 2009 .
El 4 de septiembre de 2009, Honda anunció la undécima generación de la RR como modelo 2010. Honda aumentó el diámetro del volante para obtener más inercia. Esto mejoró el par a bajas revoluciones y un funcionamiento más suave justo al ralentí. El conjunto de la placa de matrícula se rediseñó para quitarlo más rápido cuando se prepara la motocicleta para usarla en la pista. La cubierta del silenciador también se rediseñó para mejorar la apariencia.

#### 2012
La Fireblade de duodécima generación celebró su vigésimo aniversario, revisada para 2012, con la tecnología de suspensión Big Piston de Showa, amortiguador sin equilibrio Showa, software mejorado para el ABS combinado, nuevas ruedas de 12 radios, ajustes aerodinámicos, una pantalla completamente LCD y otras actualizaciones menores. 

#### 2014
CBR1000RR SP en la Feria de Yakarta 2016 , Indonesia.
Motor reajustado para potencia adicional, posición del conductor modificada junto con parabrisas nuevo. También se agregó una variante "SP" orientada al rendimiento.

### 2017
2017 CBR1000RR en el Salón Internacional del Automóvil de Indonesia 2017 , Indonesia.
CBR1000RR SP en el Salón Internacional del Automóvil de Indonesia 2018, Indonesia.
Para 2017, con el 25.º aniversario de la Fireblade, Honda ha actualizado su CBR insignia con una nueva carrocería y funciones como aceleración por cable y control de tracción por primera vez que funciona con modos de conducción seleccionables. Un motor reajustado que ahora produce 189 hp (141 kW) y 153,2 hp (114,2 kW) en la rueda trasera, un aumento de 10 hp, silenciador de titanio y una reducción de peso de 14 kg (33 lb) (en comparación con el modelo anterior). modelo ABS) para un peso húmedo de 196 kg (433 lb). Algunas de las nuevas características del modelo SP son la suspensión semiactiva Öhlins Electronic Control (S-EC), las pinzas de freno delanteras Brembo monobloque de cuatro pistones, el depósito de combustible de titanio y una relación de compresión de 13:1. También agregando una variante "SP2" de producción limitada aún más exótica con ruedas forjadas Marchesini y con válvulas más grandes de las cuales se venderán 500 unidades. 

#### 2019
La CBR1000RR Fireblade recibió algunas actualizaciones electrónicas para 2019. El control de tracción ahora está separado del control de caballito, lo que significa que ambos sistemas se pueden controlar de forma independiente. El tablero ahora tiene una configuración de 'W' de tres posiciones, junto con las configuraciones de tracción de potencia, frenado del motor y control de par seleccionable de Honda (HSTC). La configuración del ABS también se modificó, brindando menos intervención por encima de 120 km/h (75 mph) y brindando un 15% más de desaceleración. El motor del acelerador ride-by-wire también se ha mejorado, dando a las placas del acelerador una reacción más rápida a las acciones del conductor. 

### 2020
Para 2020, la CBR1000RR se actualiza junto con un nuevo nombre (CBR1000RR-R) para el modelo SP que está inspirado en las carreras, con una carrocería rediseñada y un nuevo motor basado en las tecnologías utilizadas en la moto RC213V de MotoGP.

## Características técnicas

### Motor

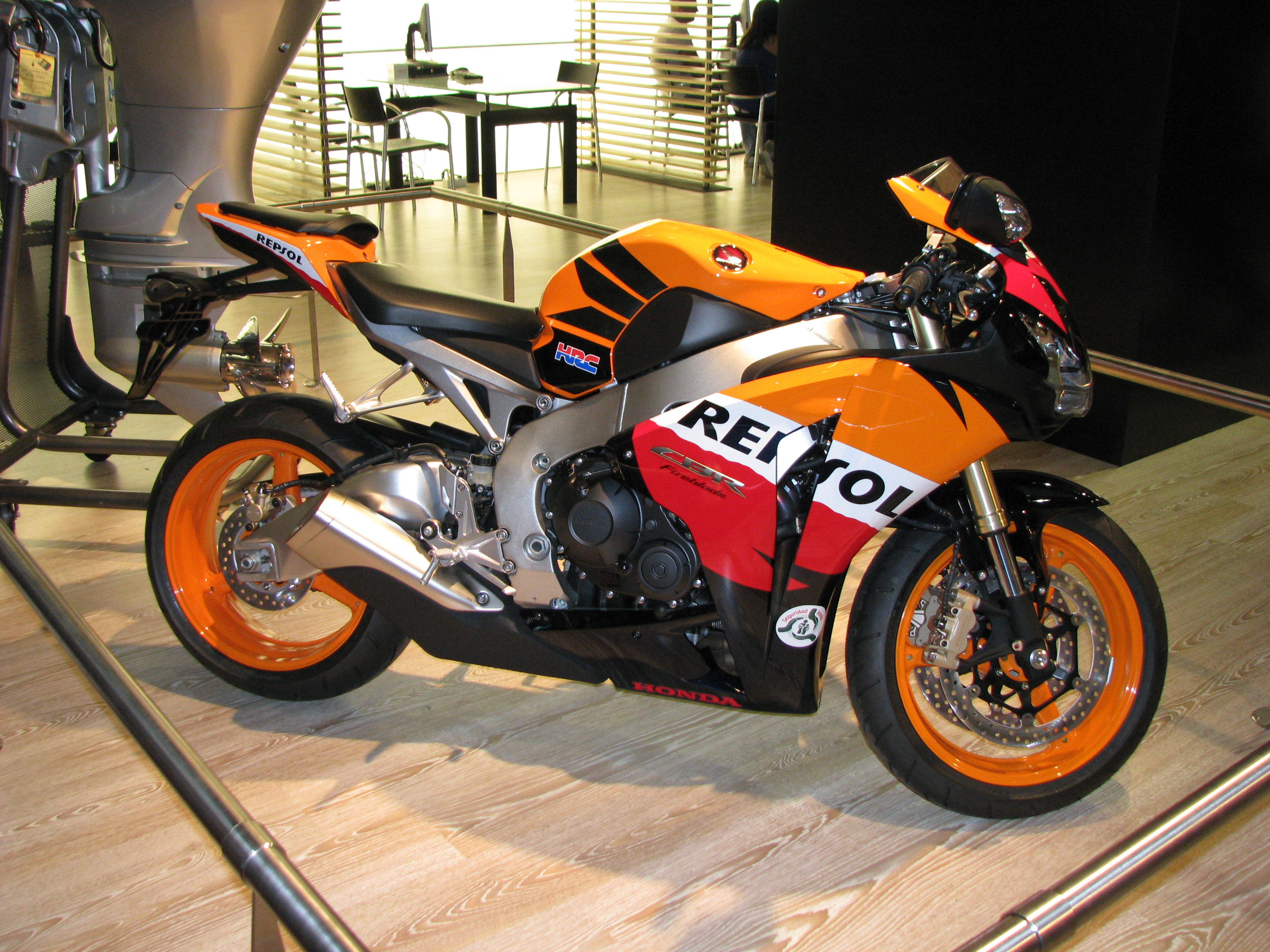
Honda CBR 1000RR Fireblade Repsol Special Edition.

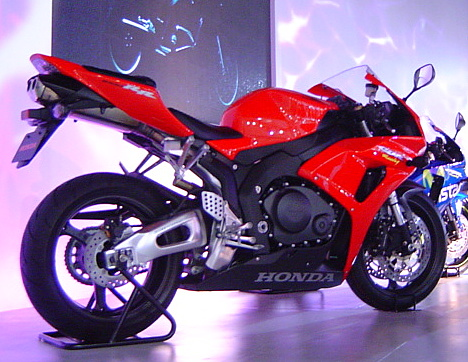

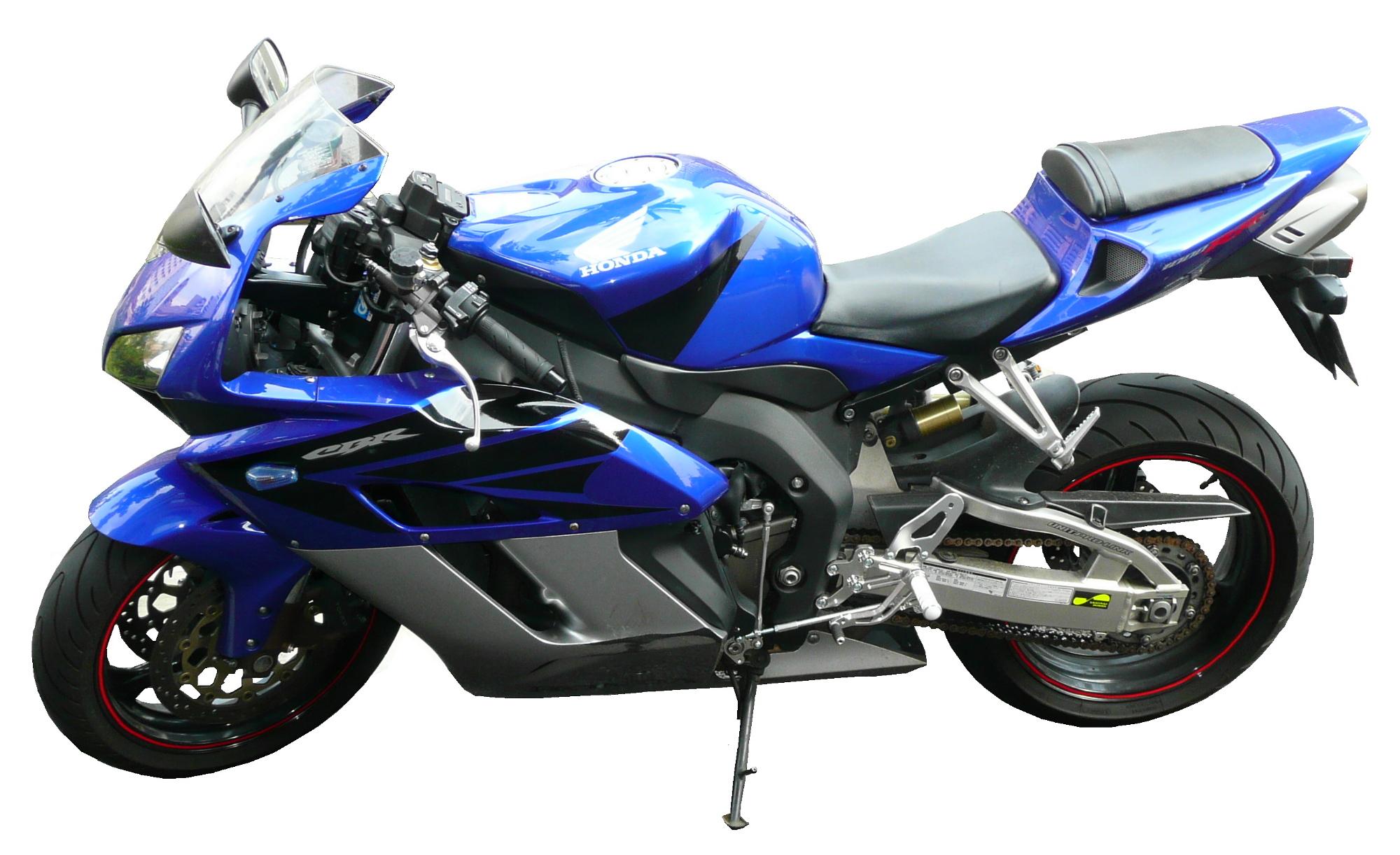

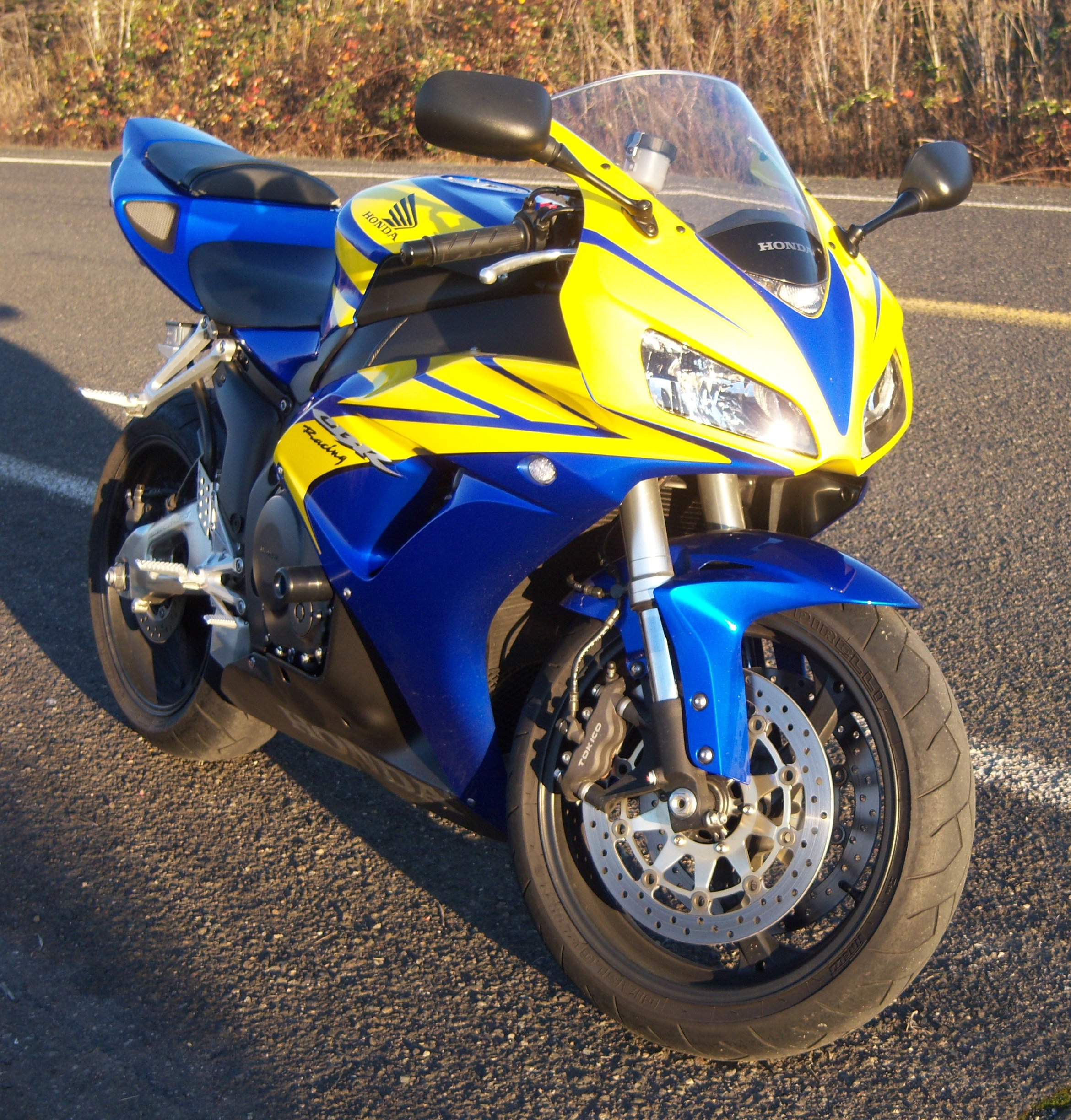

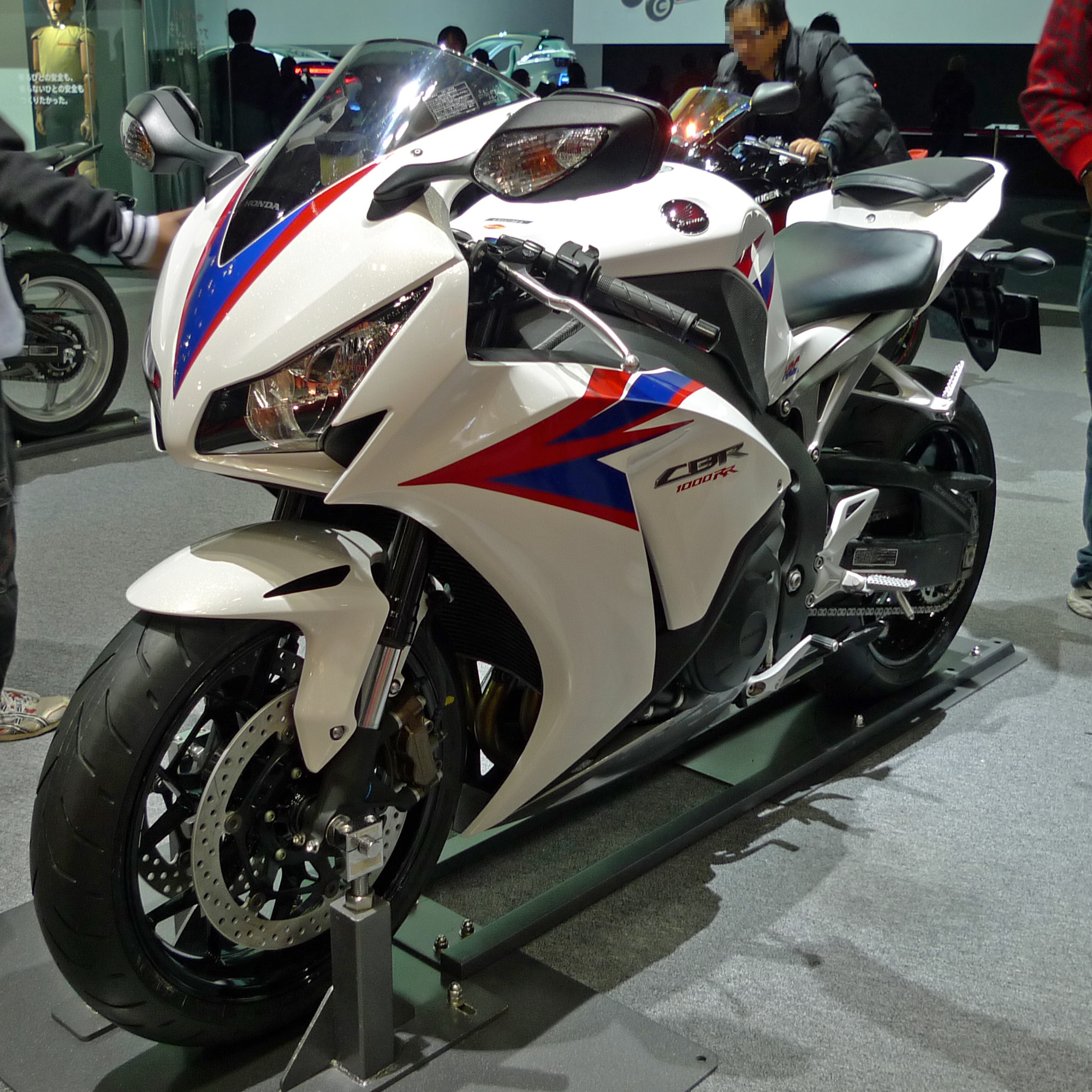

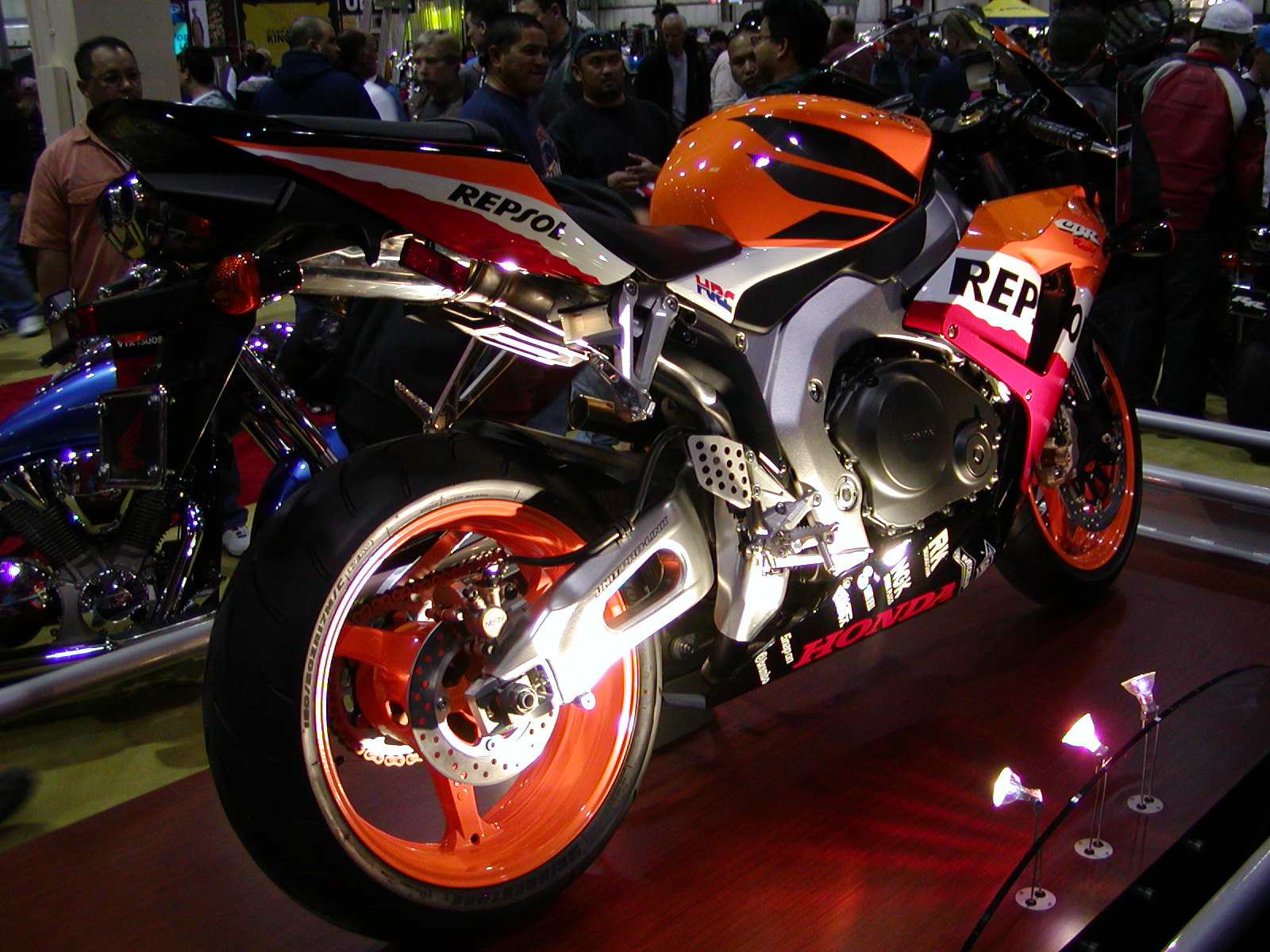

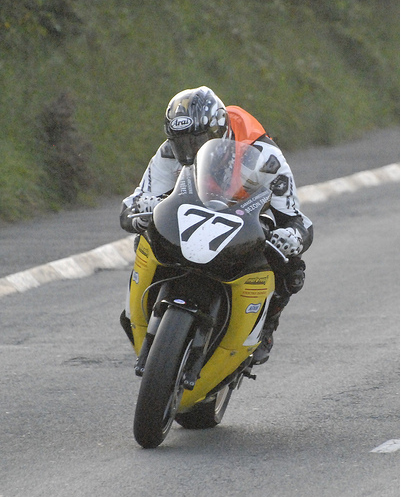

- Tipo: 4 tiempos 4 cilindros en línea, transversal, 16 válvulas, DOHC, refrigeración por agua
- Cilindrada: 998 cm³
- Diámetro x Carrera: 75 x 56,5 mm
- Relación de compresión: 12,2 : 1
- Potencia máxima: 126,4 kW/12.500 min-1 (95/1/EC)
- Par máximo: 114,5 Nm/10.000 min-1 (95/1/EC)
- RPM al ralentí: 1.200/min
- Capacidad de aceite: 3,8 litros

### Sistema de alimentación
- Carburación: Inyección electrónica de combustible PGM-DSFI
- Diámetro de la mariposa: 44 mm
- Filtro de aire: Seco, de papel, tipo cilíndrico x 2
- Capacidad de combustible: 18 litros (incluyendo 4 litros con indicación LCD de reserva)

### Sistema eléctrico
- Sistema de encendido: Digital transistorizado con control computerizado y avance electrónico
- Avance de encendido: 8,2 APMS (ralentí) ~ 45° APMS (7.500 min-1)
- Tipo de bujía: NGK: IMR9C-9HES ND: VUH27EC
- Arranque: Eléctrico
- Capacidad de la batería: 15 V/10 AH o una de  12 v / 9AH
- Potencia del alternador: 344 W
- Faros: 12 V, 55 W x 1 (corta)/55 W x 2 (larga)

### Transmisión
- Embrague: Húmedo, multidisco con muelles helicoidales
- Activación del embrague: Hidráulica
- Tipo de transmisión: 6 velocidades
- Reducción primaria: 1,604 (77/48)
- Relaciones de cambio:
  - 1: 2,538 (33/13)
  - 2: 1,941 (33/17)
  - 3: 1,578 (30/19)
  - 4: 1,380 (29/21)
  - 5: 1,250 (25/20)
  - 6: 1,160 (29/25)
- Reducción final: 2,625 (42/16)
- Transmisión final: Cadena #530 sellada por tóricas

### Bastidor
- Tipo: Diamante; Doble viga de aluminio compuesto
- Chasis: 
  - Dimensiones: (LxAnxAl) 2.030 x 720 x 1.118 mm
  - Distancia entre ejes: 1.400 mm
  - Ángulo de lanzamiento: 23 ° 30 '
  - Avance: 100 mm
- Radio de giro: 3,34 m
- Altura del asiento: 831 mm
- Distancia libre al suelo: 130 mm
- Peso en seco: 176 kg
- Peso en orden de marcha: 203 kg (D: 105 kg; T: 98 kg)
- Máxima capacidad de carga: 180 kg
- Peso con carga: 353 kg

### Suspensión
- Delantera: Horquilla invertida telescópica, de 43 mm, tipo cartucho H.M.A.S., con ajuste de precarga, compresión y extensión sin posiciones; 120 de recorrido de eje
- Trasera: Unit Pro-Link con amortiguador H.M.A.S. con carga de gas; ajuste de precarga en 13 posiciones; ajuste de compresión y extensión sin posiciones; 135 mm de recorrido de eje

### Llantas y neumáticos
- Llantas:
  - Delantera: Fundición de aluminio con triple radio de sección hueca, 17M/C x MT3,5
  - Trasera: Fundición de aluminio con triple radio de sección hueca, 17M/C x MT6
- Neumáticos:
  - Delantero: 120/70-ZR17M/C (58W), 250 kPa
  - Trasero: 190/50-ZR17M/C (73W), 290 kPa

### Frenos
- Delantero: Doble disco hidráulico de 320 x 4,5 mm con pinzas de 4 pistones y pastillas de metal sinterizado
- Trasero: Simple disco de 220 x 5 mm con pinza de simple pistón y pastillas de metal sinterizado

(Fuente: Montesa Honda S.A.)

## Curiosidades
- El Dr Gregory House de la serie de televisión House monta una replica de 2005 Repsol.
- Un modelo de 2006 se usó en el programa televisivo de tipo tokusatsu Kamen Rider Kabuto.